# Saint-Séverin (Nandrin)
Saint-Séverin, Saint-Séverin-en-Condroz (wa. Sint-Sevrin) – dzielnica (section) gminy Nandrin w Belgii, w Regionie Walońskim, w prowincji Liège, w okręgu Huy. 1 stycznia 2020 roku liczyła 770 mieszkańców. Do 31 grudnia 1976 r. samodzielna gmina. 

## Demografia
Liczba mieszkańców, stan na 1 stycznia:
| Rok                | 1930 | 1947 | 1961 | 2020 |
| ------------------ | ---- | ---- | ---- | ---- |
| Liczba mieszkańców | 612  | 601  | 552  | 770  |